# Hohentanne (Walchenseeberge)
Die Hohentanne ist ein 954 m hoher Berg am Nordrand der Walchenseeberge. Über den wenig ausgeprägten, bewaldeten Gipfel verläuft die Gemeindegrenze zwischen Ohlstadt im 
Westen und Schlehdorf im Osten.